# Jean-Jacques Stryckmans
Jean-Jacques Stryckmans (Leuven, 22 februari 1931 - Ukkel, 23 augustus 2017) was een Belgisch rechter. Van 1998 tot 2001 was hij eerste voorzitter van de Raad van State.

## Biografie
Jean-Jacques Stryckmans was eerste voorzitter van de Raad van State van 1998 tot 2001.
Hij gaf van 1973 tot 1996 les aan de Université libre de Bruxelles.